# Ighil Ali
Ighil Ali (arabsky: إغيل على) je obec v provincii Bidžája v Alžírsku. Nachází se v pohoří Mount Bibans. Obec má rozlohu 195,37 km². V roce 2008 žilo v obci 9 526 obyvatel.
Slovo „ighil“ je berberského původu a znamená kopec, Ali je arabské jméno, název obce tedy doslova znamená „Aliho kopec“.
Obcí prochází silnice Route Nationale 106, která ji spojuje s Bord Bou Arreridj na jihu a se silnicí N26 (Bejaia-Tazmalt) na severu.

## Osobnosti
- Jean Amrouche (1906–1962), alžírský spisovatel, básník a novinář